# Hans Dietrich von Geismar

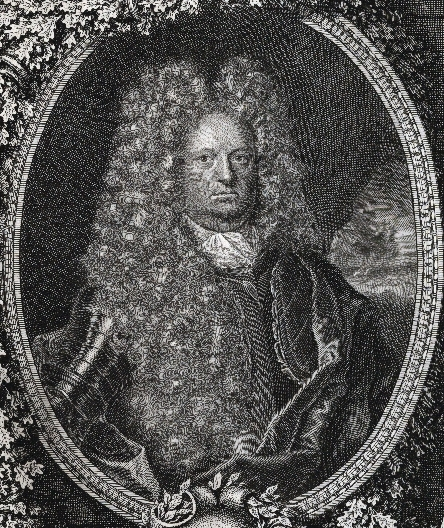
Hans Dietrich von Geismar

Hans Dietrich von Geismar (* 1649 in Bad Homburg vor der Höhe; † 27. Dezember 1702 in Gleina) war ein thüringisch-sächsischer Hofbeamter.

## Leben
Hans Dietrich von Geismar war ein Sohn des hessen-darmstädtischen Kammerrats und Oberhofmeisters Eitel Wilhelm von Geismar (1613–1683) und dessen Ehefrau Agnes geb. von Mauchenheim gen. Bechtoldsheim.
Er trat in den Dienst des Herzogs August von Sachsen-Weißenfels, wurde dort 1673 Amtshauptmann zu Sangerhausen und stieg in der Folge zum Kammerrat, Oberjägermeister und Oberforstmeister auf.
1672 wurde er Mitglied der Fruchtbringenden Gesellschaft mit der Nummer 835 und dem Gesellschaftsnamen „der Preisende“. Sein Vater, „der Wohlgebrauchte“, war ebenfalls Mitglied.

## Ehe und Nachkommen
Er war verheiratet mit Elisabeth Juliane, einer Tochter des Sachsen-Gothaer Haushofmeisters Georg von Wangenheim (1606–1660) und dessen Frau Agnes von Hertingshausen († 1691). Der Ehe entstammten vier Söhne und drei Töchter:
- Hans Wilhelm, Sachsen-Weißenfelsischer Oberst der Garde du Corps und Amtshauptmann in Heldrungen, ⚭ 1708 Maria Sophia, Tochter des Sachsen-Gothaischen Generalleutnants Joseph Melchior von Wangenheim und dessen Ehefrau Catharina Sophia geb. von Werthern
- Adolph Christian, Kammerjunker und Hessen-Kasseler Oberforstmeister in Marburg
- Johann (Hans) Georg, Hofmeister der Söhne des Herzogs Friedrich II. von Sachsen-Gotha-Altenburg, Kreishauptmann zu Eisenberg, Wirklicher Geheimer Rat von Sachsen-Gotha-Altenburg, ab 1727 Präsident des Konsistoriums zu Altenburg,[6] 1731–1738 Kanzler, 1738–1749 Gothaischer Komitialgesandter beim Immerwährenden Reichstag in Regensburg, 1741/42 Gothaischer Gesandter beim Fürstentag zu Offenbach[7]
- Georg Dietrich
- Juliane Dorothea, ⚭ Heinrich von Bünau zu Kistritz, Sachsen-Weißenfelsischer Geheimer Rat und Kanzler, Assessor am Oberhofgericht in Leipzig
- Johanna Magdalena
- Christina Sophia